# Boromys offella
Boromys offella is een uitgestorven zoogdier uit de familie van de stekelratten (Echimyidae). De wetenschappelijke naam van de soort werd voor het eerst geldig gepubliceerd door Miller in 1916.

## Voorkomen
De soort kwam voor in Cuba.